# Агбаба
Агбаба је српско презиме. Значајни људи са овим презименом су:
- Милка Агбаба Црна (1921—1969) учесница НОБ
- Јелена Агбаба (1997) рукометашица
- Марија Агбаба (1995) рукометашица